# Luca Mozzato
Luca Mozzato (født 15. februar 1998 i Arzignano) er en cykelrytter fra Italien, der er på kontrakt hos Arkéa-B&B Hotels.